# Axinidris denticulata
Axinidris denticulata är en myrart som först beskrevs av Wheeler 1922.  Axinidris denticulata ingår i släktet Axinidris och familjen myror. Inga underarter finns listade.